# 스카니아 F-시리즈
스카니아 F-시리즈는 스카니아에서 양산하는 전방 버스 엔진 형태의 버스를 가리킨다. 스카니아 대형트럭 시리즈와는 달리 대한민국에선 수입되지 않는 차종이다.

## 스카니아 F-시리즈의 변천사
스카니아 F-시리즈는 2006년에 처음으로 출시가 되었으며 2세대와 3세대의 통합 후속격인 차종이다. 2004년에 출시된 이후로 2009년과 2013년에 각각 페이스리프트를 거쳤으며 2016년에 후속 차종인 5세대에 자리를 물려주고 4세대는 단종되었다. 스카니아 F-시리즈는 전방 버스 엔진 형태의 버스이면서 일반 버스와 2층버스도 같이 있다. 이중에서 스카니아 F-시리즈의 2층버스는 앞사바리의 형태인 버스이고 주로 관광버스의 용도로 가장 많이 사용이 된다.

## 경쟁 차종
- 볼보버스
- 메르세데스-벤츠
- MAN SE

## 같이 보기
- 스카니아
- 버스
- 상용차
- 스카니아 버스
- 스카니아 K-시리즈
- 스카니아 N-시리즈
- 스카니아 옴니링크
- 스카니아 옴니시티
- 스카니아 옴니익스프레스
- 시티와이드 LE/시티와이드 LF